# Mancomunitat Azud de Villagonzalo de Tormes
Mancomunitat Azud de Villagonzalo de Tormes és una mancomunitat de municipis de la província de Salamanca, situat al Nord-est de la província. Està formada pels municipis de Calvarrasa de Abajo, la capital, Machacón, Pelabravo i Villagonzalo de Tormes.